# Megeces

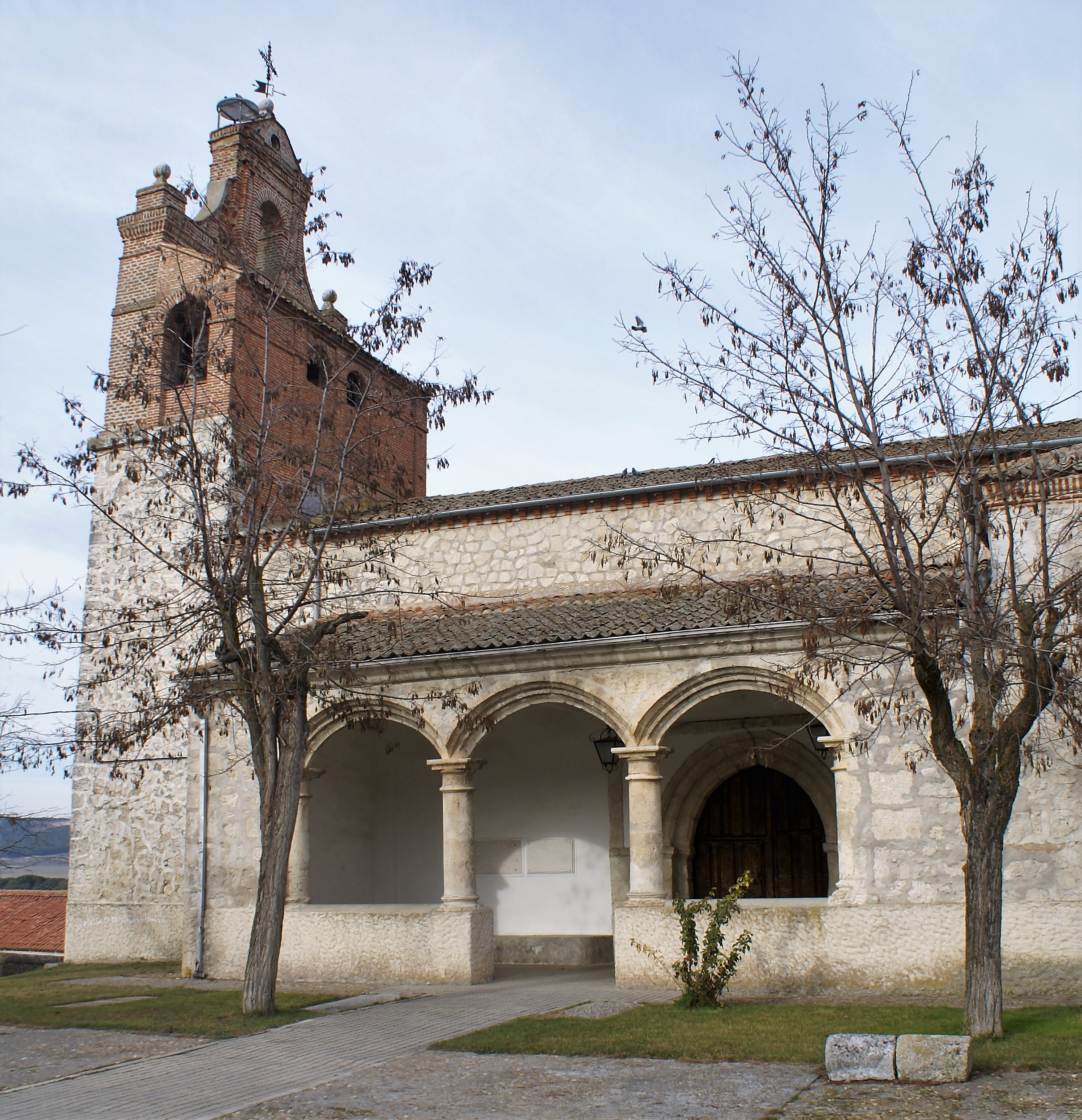
Iglesia de Santiago Apóstol

Megeces es un municipio de España, en la provincia de Valladolid, comunidad autónoma de Castilla y León. Tiene una superficie de 19,04 km² con una población de 431 habitantes (2017) y una densidad de 23,9 hab./km² (2012). Entre el patrimonio arquitectónico de la localidad destacan un puente medieval de un solo arco y una iglesia en estilo románico mudéjar dedicada a Santiago Apóstol.

## Geografía humana

### Demografía
Cuenta con una población de 422 habitantes (INE 2024).
| Gráfica de evolución demográfica de Megeces entre 1842 y 2021                                                         |
| |
| Población de derecho según los censos de población del INE. Población de hecho según los censos de población del INE. |